# Де Брёйн, Эрик
Эрик де Брёйн (нидерл. Erik de Bruin; род. 25 мая 1963, Hardinxveld, Южная Голландия) — нидерландский легкоатлет, специалист по метанию диска и толканию ядра. Выступал за сборную Нидерландов по лёгкой атлетике в 1981—1993 годах, обладатель серебряных медалей чемпионатов мира и Европы, серебряный призёр Универсиады, многократный победитель и призёр первенств национального значения, действующий рекордсмен страны в метании диска, участник двух летних Олимпийских игр.

## Биография
Эрик де Брёйн родился 25 мая 1963 года в общине Хардинксвелд-Гиссендам провинции Южная Голландия.
Впервые заявил о себе в лёгкой атлетике на международном уровне в сезоне 1981 года, когда вошёл в состав нидерландской национальной сборной и выступил на домашнем юниорском европейском первенстве в Утрехте, где в зачёте метания диска выиграл бронзовую медаль.
Будучи студентом, в 1983 году представлял Нидерланды в толкании ядра и метании диска на Универсиаде в Эдмонтоне.
Благодаря череде удачных выступлений удостоился права защищать честь страны на летних Олимпийских играх 1984 года в Лос-Анджелесе — в толкании ядра стал восьмым, тогда как в метании диска занял девятое место.
В 1985 году был четвёртым в метании диска на Универсиаде в Кобе.
На чемпионате Европы 1986 года в Штутгарте с результатом 64,52 был в финале шестым.
Находясь в числе лидеров нидерландской легкоатлетической команды, благополучно прошёл отбор на Олимпийские игры 1988 года в Сеуле — на сей раз в финале метнул диск на 63,06 метра, расположившись в итоговом протоколе соревнований на девятой строке.
В 1989 году в толкании ядра занял шестое место на домашнем чемпионате Европы в помещении в Гааге, в метании диска выиграл серебряную медаль на Универсиаде в Дуйсбурге.
В 1990 году с результатом 64,46 завоевал серебряную награду на чемпионате Европы в Сплите, уступив в финале только восточногерманскому дискоболу Юргену Шульту.
В апреле 1991 года на соревнованиях в Снеке установил ныне действующий национальный рекорд Нидерландов в метании диска — 68,12 метра (второй результат мирового сезона), тогда как в августе получил серебро на чемпионате мира в Токио — здесь его превзошёл только немец Ларс Ридель.
Де Брёйн считался одним из фаворитов на предстоящих Олимпийских играх 1992 года в Барселоне, однако из-за заболевания мононуклеозом вынужден был отказаться от участия. При этом в Испании он познакомился с малоизвестной тогда ирландской пловчихой Мишель Смит, которую стал тренировать, а позднее женился на ней.
В 1993 году незадолго до начала чемпионата мира в Штутгарте был уличён в нарушении антидопинговых правил. Дисциплинарный комитет Нидерландского легкоатлетического союза счёл спортсмена невиновным, однако Международная ассоциация легкоатлетических федераций (IAAF) отвергла приведённые доводы и настояла на максимально строгой четырёхлетней дисквалификации.
В связи с длительной дисквалификацией де Брёйн завершил спортивную карьеру, работал комментатором по лёгкой атлетике на одном из нидерландских телеканалов.
Когда в 1996 году его жена Мишель Смит неожиданно стала трёхкратной олимпийской чемпионкой, многие стали подозревать её в употреблении допинга, припоминая инцидент с дисквалификацией де Брёйна. Смит в своей книге-автобиографии настаивала на невиновности мужа, отмечая, что в своё время он не защищал свою честь в суде из-за финансовых трудностей. Тем не менее, спустя два года Смит тоже дисквалифицировали на четыре года за провал допинг-теста.
Ныне Эрик де Брёйн с женой проживает в Келсе, Ирландия. Имеет двоих дочерей.
Его младшая сестра Корри де Брёйн тоже успешно выступала на международной арене в толкании ядра и метании диска.